# Pyrrosia distichocarpa
Pyrrosia distichocarpa är en stensöteväxtart som först beskrevs av Georg Heinrich Mettenius och som fick sitt nu gällande namn av K.H. Shing.
Pyrrosia distichocarpa ingår i släktet Pyrrosia och familjen Polypodiaceae. Inga underarter finns listade i Catalogue of Life.

## Bildgalleri

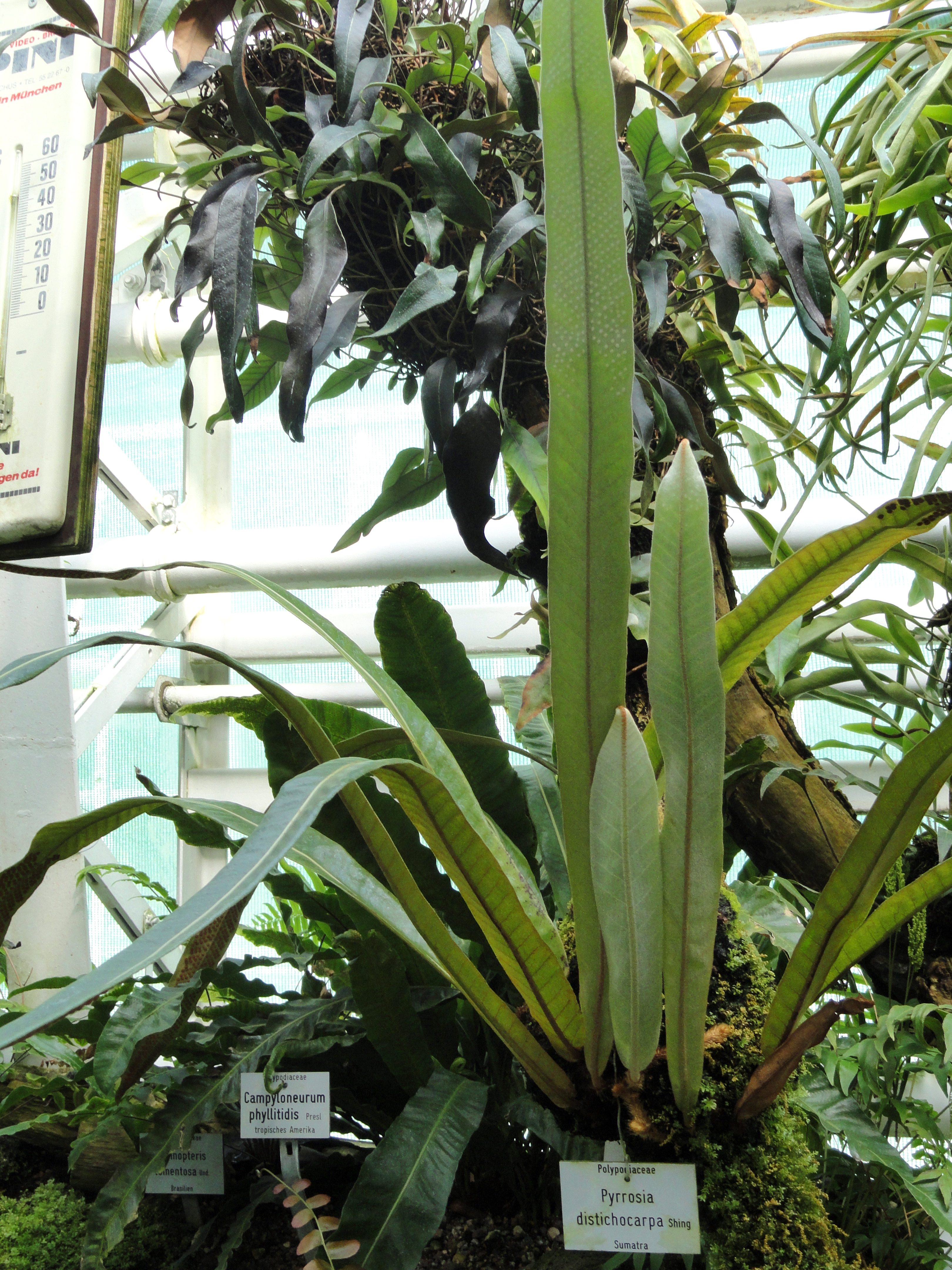